# Rolf Johannessen
Rolf Johannessen (* 15. März 1910 in Fredrikstad; † 2. Februar 1965) war ein norwegischer Fußballspieler. Er nahm an der Fußball-Weltmeisterschaft 1938 in Frankreich teil.

## Karriere

### Verein
Johannessen spielte zu Beginn seiner aktiven Laufbahn in Lisleby, einem Tätort in der Nähe seiner Heimatstadt, beim dortigen Fußballklub. 1931 absolvierte er leihweise einige Spiele für den Fredrikstad FK. Für eine Ausbildung zog Johannessen 1932 in das damalige Zentrum der deutschen Schuhindustrie nach Pirmasens. Dort spielte er für ein Jahr beim FK Pirmasens. In dieser Zeit erhielt er seinen Spitznamen „Bayern“. Zurück in Norwegen baute er eine Schuhfabrik auf, die unter anderem auch Fußballschuhe herstellte.
Ab 1935 setzte er seine Spielerkarriere bei Fredrikstad FK fort. Mit diesem Klub gewann er viermal den norwegischen Fußballpokal und zweimal die norwegische Meisterschaft. 1945 beendete er seine Laufbahn als Spieler.

### Nationalmannschaft
1930 wurde Johannessen erstmals in die norwegische B-Nationalmannschaft berufen, für die er 1935 ein weiteres Mal eingesetzt wurde.
Zwischen 1931 und 1945 bestritt Johannessen 20 Länderspiele für die norwegische A-Nationalmannschaft, in denen er ohne Torerfolg blieb.
Johannessen war für den erweiterten Kader bei den Olympischen Spielen 1936 in Berlin vorgesehen, wurde bei der endgültigen Nominierung jedoch nicht berücksichtigt.
Anlässlich der Fußball-Weltmeisterschaft 1938 in Frankreich wurde er in das norwegische Aufgebot berufen. Dort stand er in der Mannschaft, die dem späteren Weltmeister Italien im Achtelfinale knapp mit 1:2 nach Verlängerung unterlag und aus dem Turnier ausschied.

### Funktionärslaufbahn
Nach seiner Spielerkarriere übernahm Johannessen verschiedene Funktionen bei Fredrikstad FK. 1948 arbeitete er als Trainer des FFK. Zwischen 1947 und 1962 war er in unterschiedlichen Funktionen im Vorstand des Klubs tätig, unter anderem von 1950 bis 1953 und 1960 bis 1962 als Vorsitzender.

## Erfolge
- Norwegische Meisterschaft: 1938 und 1939
- Norwegischer Pokalsieger: 1935, 1936, 1938 und 1940